# Естіджак
Естіджак (перс. استيجك) — село в Ірані, у дегестані Баят, у бахші Новбаран, шагрестані Саве остану Марказі. За даними перепису 2006 року, його населення становило 61 особу, що проживали у складі 31 сім'ї.

## Клімат
Середня річна температура становить 10,77 °C, середня максимальна – 29,08 °C, а середня мінімальна – -10,73 °C. Середня річна кількість опадів – 257 мм.
| Клімат поселення                              | Клімат поселення | Клімат поселення | Клімат поселення | Клімат поселення | Клімат поселення | Клімат поселення | Клімат поселення | Клімат поселення | Клімат поселення | Клімат поселення | Клімат поселення | Клімат поселення | Клімат поселення |
| Показник                                      | Січ.             | Лют.             | Бер.             | Квіт.            | Трав.            | Черв.            | Лип.             | Серп.            | Вер.             | Жовт.            | Лист.            | Груд.            |                  |
| Середній максимум, °C                         | 4,70             | 6,36             | 10,24            | 17,14            | 22,36            | 28,07            | 29,08            | 28,75            | 24,35            | 18,39            | 11,73            | 5,83             |                  |
| Середня температура, °C                       | −3,02            | −1,35            | 2,52             | 9,43             | 14,66            | 20,36            | 23,82            | 23,50            | 19,09            | 13,15            | 6,49             | 0,58             |                  |
| Середній мінімум, °C                          | −10,73           | −9,06            | −5,19            | 1,72             | 6,95             | 12,64            | 18,58            | 18,26            | 13,85            | 7,90             | 1,22             | −4,68            |                  |
| Норма опадів, мм                              | 34               | 35               | 48               | 37               | 31               | 5                | 1                | 1                | 0                | 11               | 21               | 33               |                  |
| Середньомісячна швидкість вітру, м/с          | 1.58             | 2.34             | 2.91             | 3.06             | 2.53             | 2.44             | 2.48             | 2.33             | 2.15             | 2.12             | 1.74             | 1.71             |                  |
| Середньомісячна сонячна радіація, кДж/м²·день | 8857             | 11551            | 14294            | 17978            | 22123            | 26562            | 25976            | 23792            | 20396            | 14842            | 10642            | 8574             |                  |
| --------------------------------------------- | ---------------- | ---------------- | ---------------- | ---------------- | ---------------- | ---------------- | ---------------- | ---------------- | ---------------- | ---------------- | ---------------- | ---------------- | ---------------- |
| Джерело:                                      |                  |                  |                  |                  |                  |                  |                  |                  |                  |                  |                  |                  |                  |